# Fatmagül
A Fatmagül (Fatmagül'ün Suçu Ne?) 2010 és 2012 között bemutatott török televíziós sorozat, amely először 2010. szeptember 16-án került adásba a Kanal D csatornán. Magyarországon a TV2 mutatta be 2017. január 23-a és október 3-a között. 

## Történet
|  | Alább a cselekmény részletei következnek! |

Izmirben él bátyjával és annak családjával a fiatal Fatmagül. Vőlegénye, Mustafa halászként dolgozik. A városba érkezik a Yaşaran-család, hogy itt ünnepelje meg Selim és Meltem eljegyzését. Az eljegyzés éjszakáján Fatmagül a szerelméhez, Mustafához tart, amikor három férfi rátámad. Erdoğan, Selim és Vural megerőszakolja a fiatal lányt. A társaság negyedik tagja, Kerim, nem bántja a lányt, de nem is védi meg őt. Amikor Reşat úr tudomást szerez a történtekről a család ügyvédjéhez fordul. Münir úr, hogy mentse a Yaşaran-fiúk életét, azt javasolja, hogy a négy férfi közül csak egy vállalja a büntetést. Kerimre hárítják a felelősséget, aki kész feleségül venni Fatmagült. Mukaddes  meggyőzi Fatmagült, hogy kössön házasságot Kerimmel. A kényszerházasság után a fiatalok Isztambulba költöznek, hogy új életet kezdjenek.
|  | Itt a vége a cselekmény részletezésének! |

## Szereplők

### Főszereplők
| Színész             | Szereplő                     | Magyar hang      | Megjegyzés                                                     |
| ------------------- | ---------------------------- | ---------------- | -------------------------------------------------------------- |
| Beren Saat          | Fatmagül Ketenci Ilgaz       | Vágó Bernadett   | Rahmi testvére, Kerim felesége                                 |
| Engin Akyürek       | Kerim Ilgaz                  | Horváth Illés    | Kovács, Fatmagül férje, Fahrettin és Enise fia, Deniz testvére |
| Fırat Çelik         | Mustafa Nalçalı              | Dolmány Attila   | Halász, Emin és Halide fia, Fatmagül exvőlegénye               |
| Murat Daltaban      | Münir Telci                  | Debreczeny Csaba | Ügyvéd, Perihan testvére                                       |
| Buğra Gülsoy        | Vural Namlı                  | Lengyel Tamás    | Şemsi és Leman fia, Kerim barátja                              |
| Kaan Taşaner        | Erdoğan Yaşaran              | Joó Gábor        | Rıfat és Hilmiye fia, Reşat unokaöccse, Selim unokatestvére    |
| Engin Öztürk        | Selim Yaşaran                | Seszták Szabolcs | Reşat és Perihan fia, Meltem vőlegénye                         |
| Deniz Türkali       | Perihan Yaşaran              | Andresz Kati     | Reşat felesége, Selim édesanyja, Münir testvére                |
| Seda Güven          | Meltem Alagöz Yaşaran        | Sallai Nóra      | Turaner és Ender lánya, Selim menyasszonya                     |
| Esra Dermancıoğlu   | Mukaddes Ketenci             | Nádasi Veronika  | Rahmi felesége, Murat édesanyja                                |
| Bülent Seyran       | Rahmi Ketenci                | Elek Ferenc      | Fatmagül testvére, Mukaddes férje, Murat édesapja              |
| Veda Yurtsever İpek | Ender Alagöz                 | Xantus Barbara   | Turaner felesége, Meltem édesanyja                             |
| Mehmet Uslu         | Rıfat Yaşaran                | Németh Gábor     | Hilmiye férje, Erdoğan édesapja                                |
| Aziz Sarvan         | Turaner Alagöz               | Sótonyi Gábor    | Parlamenti képviselő, Ender férje, Meltem édesapja             |
| Servet Pandur       | Leman Namlı                  | Kiss Erika       | Şemsi felesége, Vural édesanyja                                |
| Zühtü Erkan         | Şemsi Namlı                  | Harmath Imre     | Leman férje, Vural édesapja                                    |
| Sacide Taşaner      | Halide Nalçalı               | Makay Andrea     | Emir felesége, Mustafa édesanyja                               |
| Toygun Ateş         | Emir Nalçalı                 | Kajtár Róbert    | Halide férje, Mustafa édesapja                                 |
| Yılmaz Tüzün        | Reis                         |                  | Halász                                                         |
| Salih Zeki Yorulmaz | Galip                        | Pálfai Péter     | Kerim főnöke                                                   |
| Musa Uzunlar        | Reşat Yaşaran                | Fazekas István   | Perihan férje, Selim édesapja                                  |
| Sumru Yavrucuk      | Meryem Aksoy 'Ebe Nine'      | Zsurzs Kati      | Kerim nagynénje                                                |
| Gözde Kocaoğlu      | Deniz Ilgaz                  |                  | Fahrettin és Jenny lánya, Kerim testvére                       |
| Deniz Baytaş        | Hilmiye Yaşaran              | Keönch Anna      | Rıfat felesége, Erdoğan édesanyja                              |
| Sevtap Özaltun      | Asude Ünsalan 'Hacer Ovacık' | Laurinyecz Réka  | Prostituált, Mustafa felesége                                  |
| Ata Yılmaz Önal     | Murat Ketenci                | Straub Martin    | Ramhi és Mukaddes fia                                          |
| Serdar Gökhan       | Fahrettin Ilgaz              |                  | Kerim és Deniz édesapja, Jenny férje                           |
| Civan Canova        | Kadir Pakalın                | Rosta Sándor     | Fatmagül ügyvédje, Ebe Nine barátja                            |
| Alper Saylik        | Samin                        | Seder Gábor      | Taxi-sofőr                                                     |
| Alper Kut           | Ömer Akari                   |                  | Kadir barátja, Kerim ügyvédje                                  |
| Emre Yetim          | Emre                         | Nikas Dániel     | A Ketenci-család szomszédja Isztambulban, Beyhan fia           |

### Vendég- és mellékszereplők
- Ahmet Ilker Okumuş – Parancsnok
- Ahmet Tank
- Burçin Yoldaş
- Burcu Bozkuş
- Can Akarsu
- Cenk Kangöz .. Yaşar – Bűnöző a Yaşaran-család szolgálatában
- Clare Louise Frost ... Kristen Norton – Kerim ismerőse
- Çiğdem Eskalan
- Duygu Özkanli
- Ebru Erdil
- Eylem Demir
- Feyza Suyuak
- Gülnur Uzun
- Hakan Akgün
- Hasan Gevher
- Kemal Pala
- Müge Batur
- Mürvet Ayin
- Nazim Özdemir
- Nehir Çebi
- Nilay Kaya ... Gaye
- Oktay Karaman
- Orhan Tezişçi
- Turkan Öktem – Orvos
- Volkan Özer
- Vural Yayan
- Yiğit Özyurt
- Yusuf Köksal

## Évadok
| Évadok | Évadok | Epizódok száma | Eredeti bemutató     | Eredeti bemutató | Eredeti bemutató | Magyar bemutató  | Magyar bemutató  | Magyar bemutató |
| Évadok | Évadok | Epizódok száma | Évadpremier          | Évadfinálé       | Eredeti adó      | Évadpremier      | Évadfinálé       | Magyar adó      |
| ------ | ------ | -------------- | -------------------- | ---------------- | ---------------- | ---------------- | ---------------- | --------------- |
|        | 1.     | 39             | 2010. szeptember 16. | 2011. június 16. | Kanal D          | 2017. január 23. | 2017. június 7.  | TV2             |
|        | 2.     | 40             | 2011. szeptember 8.  | 2012. június 21. | Kanal D          | 2017. június 8.  | 2017. október 3. | TV2             |

## Fordítás
- Ez a szócikk részben vagy egészben  a   Fatmagül'ün Suçu Ne? (dizi) című török Wikipédia-szócikk fordításán alapul.  Az eredeti cikk szerkesztőit annak laptörténete sorolja fel. Ez a jelzés csupán a megfogalmazás eredetét és a szerzői jogokat jelzi, nem szolgál a cikkben szereplő információk forrásmegjelöléseként.